# Alfred Meyer
Gustav Alfred Julius Meyer (Göttingen 5 oktober 1891 - Wezer, 11 april 1945) was een Duitse staatssecretaris en plaatsvervangend rijksminister van de bezette Oostelijke gebieden tijdens de naziperiode.

## Jeugd en opleiding
Meyer groeide op in een luthers gezin. Zijn vader was rijksambtenaar. In 1911 haalde hij zijn eindexamen gymnasium en werd een jaar later cadet-luitenant in het 68e Infanterieregiment in Koblenz. Hij slaagde voor zijn officiers-examen in 1913 en werd daarna bataillonscommandant. 

## Eerste Wereldoorlog en huwelijk
Tijdens de Eerste Wereldoorlog vocht hij met het 363e Infanterieregiment aan het westelijk front. Hij kreeg tweemaal het IJzeren Kruis. In 1917 werd hij krijgsgevangen genomen door de Fransen en vrijgelaten in 1920. Hij verliet het leger met de rang van luitenant-kolonel en ging in de handel werken. Ook studeerde hij politieke wetenschappen aan de Universiteit van Bonn en van Würzburg, waarin hij in 1922 afstudeerde. In 1925 trad hij in het huwelijk met Dorothee Capell.

## Nazitijd
Meyer was al vroeg bij het nazisme betrokken. In april 1928 werd hij lid van de NSDAP en werd een jaar later lokale groepsleider en in 1930 gebiedsleider van Emscher-Lippe.
In september 1930 werd hij gekozen tot lid van de Rijksdag en in januari 1931 werd hij gouwleider in de regio Noord-Westfalen. Volgens de nationaalsocialistische hiërarchie werd hij in mei 1933 plaatsvervangend gouverneur van Lippe en Schaumburg-Lippe. In 1936 werd hij gouverneur van diezelfde regio. In 1938 werd hij benoemd tot gouverneur van Westfalen en ook de leider van de SA aldaar. Vanaf 1942 was hij ook de Rijksverdedigingscommissaris van Westfalen Noord.

## Planning uitroeimaatregelen
In 1941 werd hij plaatsvervangend minister van de bezette Oostelijke gebieden, onder Alfred Rosenberg. Meyer was verantwoordelijk voor de departementen van politiek, administratie en economie. In deze functie hield hij zich bezig met de coördinatie van de uitbuiting en plundering van de Russische gebieden, het uitmoorden van de bewoners en het uitroeien van speciaal de Joodse bevolking. In januari 1942 vertegenwoordigde hij Alfred Rosenberg op de Wannseeconferentie, omdat in zijn gebieden de volkerenmoord op de Joden reeds een aanvang had genomen en hij daarover uitleg kon geven. Hij bepleitte tijdens de conferentie dat er een goed geplande voorbereiding moest zijn in gebieden, maar dat men daarbij moest opletten de plaatselijke bevolking niet in oproer te brengen. In juli 1942 stelde hij voor om tegen gemengdgehuwden dezelfde maatregelen te treffen als tegen volle Joden. 

## Levenseinde
Alfred Meyer werd op 11 april 1945 dood aangetroffen aan de rivier de Wezer. Er wordt aangenomen dat hij zelfmoord heeft gepleegd.

## Carrière
Wittmann bekleedde verschillende rangen in zowel de Deutsche Heer als Reichswehr. De volgende tabel laat zien dat de bevorderingen niet synchroon liepen.
| Datums             | Deutsche Heer                          | Reichswehr                   | Sturmabteilung       | NSDAP                       | Rijksregering                | Duitse Rode Kruis      | Arbeidsdienst    |
| ------------------ | -------------------------------------- | ---------------------------- | -------------------- | --------------------------- | ---------------------------- | ---------------------- | ---------------- |
| Januari 1912       | Fahnenjunker (aspirant-officier)       | —                            | —                    | —                           | —                            | —                      | —                |
| Oktober 1912       | Fähnrich (met Patent van 16 juni 1913) | —                            | —                    | —                           | —                            | —                      | —                |
| 17 juni 1913       | Leutnant (met Patent van 17 juni 1911) | —                            | —                    | —                           | —                            | —                      | —                |
| 18 juni 1916       | Oberleutnant                           | —                            | —                    | —                           | —                            | —                      | —                |
| Maart/oktober 1920 | —                                      | Charakter als Hauptmann a.D. | —                    | —                           | —                            | —                      | —                |
| 1 april 1928       | —                                      | —                            | —                    | Ortsgruppenleiter der NSDAP | —                            | —                      | —                |
| 1 oktober 1929     | —                                      | —                            | —                    | Bezirksleiter der NSDAP     | —                            | —                      | —                |
| 1 januari 1931     | —                                      | —                            | —                    | Gauleiter der NSDAP         | —                            | —                      | —                |
| 16 mei 1933        | —                                      | —                            | —                    | —                           | Reichsstatthalter            | —                      | —                |
|                    | —                                      | —                            | —                    | —                           | —                            | —                      | Gauarbeitsführer |
| 1/24 februari 1936 | —                                      | —                            | —                    | —                           | Staatsminister               | —                      | —                |
| 20 april 1936      | —                                      | —                            | SA-Gruppenführer     | —                           | —                            | —                      | —                |
| 9 november 1938    | —                                      | —                            | SA-Obergruppenführer | —                           | —                            | —                      | —                |
| 30 januari 1938    | —                                      | —                            | —                    | —                           | —                            | DKR-Generalhauptführer | —                |
| 6 september 1939   | —                                      | —                            | —                    | —                           | Chef der Zivilverwaltung     | —                      | —                |
| 29 mei 1940        | —                                      | —                            | —                    | —                           | Reichsverteidigungskommissar | —                      | —                |
| 17 juli 1941       | —                                      | —                            | —                    | —                           | Staatssekretär               | —                      | —                |

## Lidmaatschapsnummer
- NSDAP-nr.: 28.738 (lid geworden 1 april 1928[2][6])

## Onderscheidingen
- IJzeren Kruis 1914, 1e Klasse[1][10] (december 1915[13][6][4]) en 2e Klasse[1][10] (december 1914[13][6][4])
- Gewondeninsigne 1918 in zwart[1][10], Miller vermeldt: zilver in 1918[4]
- Gouden Ereteken van de NSDAP[13][6][4] (nr.28738[14])
- Erekruis voor Frontstrijders in de Wereldoorlog[6] in 1934[13][4]
- Kruis voor Oorlogsverdienste, 1e Klasse[6][4] en 2e Klasse[6][4]
- Grootkruis in de Orde van Oranje-Nassau op 28 januari 1939[13], Miller vermeldt: Grootofficier[4]